# الکساندر پورتر
الکساندر پورتر (به انگلیسی: Alexander Porter) سناتور سابق عضو حزب ویگ بود. وی در سال ۱۸۳۳ تا ۱۸۳۶ و ۱۸۳۶ تا ۱۸۳۷ و ۱۸۴۳ تا ۱۸۴۴ میلادی سناتور ایالت لوئیزیانا در سنای ایالات متحده آمریکا بود.